# صفا آقاجانی
صفیه آقاجانی با نام مستعار صفا آقاجانی  (زاده ۱۳۳۵، ارومیه)، بازیگر تئاتر، سینما و تلویزیون اهل ایران است.

## نقش‌آفرینی
وی دارای مدرک دیپلم در رشتهٔ ادبیات فارسی است و نخستین کار تصویری خود را در فیلم سینمایی تمام وسوسه‌های زمین به کارگردانی حمید سمندریان و در کنار بازیگرانی چون هما روستا، رضا کیانیان و احمد آقالو آغاز کرد.

## فیلم‌شناسی
- تمام وسوسه‌های زمین
- دو عروس
- میگران
- به همین سادگی
- آب‌نبات چوبی
- گواهینامه (۱۳۹۰)
- درد سر (۱۳۸۷)

### مجموعه تلویزیونی
| سال  | نام سریال              | کارگردان                        | توضیحات                                            |
| ---- | ---------------------- | ------------------------------- | -------------------------------------------------- |
| ۱۳۶۳ | آئینه                  | غلامحسین لطفی                   | شبکه ۱۲۶ قسمت                                      |
| ۱۳۶۴ | آقای همه فن حریف       | مجید بهشتی                      | شبکه ۱۵۲ قسمت                                      |
| ۱۳۶۸ | خیالاتی                | مجید بهشتی                      | شبکه ۱۱۰ قسمتاین مجموعه به نام آقای دلار مشهور است |
| ۱۳۷۲ | باغ گیلاس              | مجید بهشتی                      | شبکه ۱۱۳ قسمت                                      |
| ۱۳۷۸ | ویروس ۲۰۰۰             | فریال بهزاد                     | شبکه ۲پخش در نوروز ۷۸                              |
| ۱۳۷۹ | امواج جادویی           | محمد عمرانی                     | شبکه ۱۸ قسمت                                       |
| ۱۳۸۲ | طلسم شدگان             | داریوش فرهنگ                    | شبکه تهران۲۵ قسمت                                  |
| ۱۳۸۲ | هنگامه                 | مجید جوانمرد                    | شبکه ۱ در قالب برنامه خانواده پخش میشد.            |
| ۱۳۸۳ | اگه بابام زنده بود     | همایون اسعدیان                  | شبکه ۱۲۶ قسمتپخش در ماه رمضان                      |
| ۱۳۸۴ | پیله‌های پرواز          | حسین سهیلی زاده                 | شبکه ۲۱۴ قسمت                                      |
| ۱۳۸۶ | سایه تنهایی            | بیژن شکرریز                     | شبکه ۱۲۶ّ قسمت                                      |
| ۱۳۸۷ | پس از سال‌ها            | اکبر خواجویی                    | شبکه ۳۱۸ قسمت                                      |
| ۱۳۹۰ | تا ثریا                | سیروس مقدم                      | شبکه ۱۲۹ قسمت                                      |
| ۱۳۹۰ | سی امین روز            | جواد افشار                      | شبکه ۲۲۷ قسمتپخش در ماه رمضان                      |
| ۱۳۹۱ | زمانه                  | حسن فتحی                        | شبکه ۳۴۹ قسمت                                      |
| ۱۳۹۲ | ستایش ۲                | سعید سلطانی                     | شبکه ۳۲۶ قسمت                                      |
| ۱۳۹۲ | ستاره حیات             | جواد ارشاد                      | شبکه ۳۱۳ قسمت                                      |
| ۱۳۹۳ | قهر و آشتی             | علی ژکان                        | شبکه ۱۲۳ قسمت                                      |
| ۱۳۹۳ | همه چیز آنجاست         | شهرام شاه حسینی                 | شبکه ۳                                             |
| ۱۳۹۳ | دردسرهای عظیم(فصل اول) | برزو نیک‌نژاد                    | شبکه ۳۲۶ قسمت                                      |
| ۱۳۹۴ | دردسرهای عظیم(فصل دوم) | برزو نیک‌نژاد                    | شبکه ۳۲۶ قسمتپخش در ماه رمضان                      |
| ۱۳۹۴ | قرعه                   | برزو نیک‌نژاد                    | شبکه ۳۱۴ قسمتپخش در نوروز ۹۵                       |
| ۱۳۹۵ | دوردست‌ها               | جواد ارشاد                      | شبکه ۱۳۷ قسمت                                      |
| ۱۳۹۵ | پرستاران               | علیرضا افخمیشهرام شاه‌حسینی      | شبکه ۱دو فصل ۲۶ قسمتی                              |
| ۱۳۹۶ | بازی نقاب‌ها            | سیروس حسن‌پور                    | شبکه ۲۴۰ قسمت                                      |
| ۱۳۹٨ | روزهای بی‌قراری ۲       | کاظم معصومی                     | شبکه ۲۲۳ قسمت                                      |
| ١٣٩٨ | خانواده دکتر ماهان     | راما قویدل و علی محمد قاسمی     | شبکه ۲۲۶ قسمت                                      |
| ۱۳۹٨ | ستایش ۳                | سعید سلطانی                     | شبکه ۳ ۳۰ قسمت                                     |
| ۱۳۹٨ | ترور خاموش             | احمد معظمی                      | شبکه ۱۳۰ قسمت                                      |
| ۱۳۹۸ | ملکاوان                | احمد معظمی                      | شبکه آی فیلم۳۰ قسمت                                |
| ۱۴۰۰ | پلاک ۱۳                | آرش معیریان                     | شبکه سه۹۰ قسمت                                     |
| ١۴٠١ | مستوران                | مسعود آب پرور، سیدجمال سیدحاتمی | شبکه یک۲۶ قسمت                                     |
| ۱۴۰۳ | جنگل آسفالت            | پژمان تیمورتاش                  | نماوا۱۴ قسمت                                       |
| ۱۴۰۳ | مهیار عیار             | سیدجمال سیدحاتمی                | شبکه سه۳۵ قسمت                                     |
| ۱۴۰۳ | مرهم                   | محمدرضا آهنج                    | شبکه ۲۳۰ قسمت                                      |